# Волков, Максим Сергеевич
Макси́м Серге́евич Во́лков (17 июля 1987; Волгоград) — российский футболист, полузащитник.

## Клубная карьера
Футбольную карьеру начинал в волгоградской «Олимпии». В 2008 году был игроком клубов «КАМАЗ» и «Лада». В 2009 году выступал за брянское «Динамо». С 2010 по лето 2012 года играл в составе астраханского «Волгаря-Газпрома». 5 июня 2012 года перешёл в екатеринбургский «Урал», однако уже 13 августа был отдан в аренду калининградской «Балтике». 11 июля 2013 года подписал контракт с саратовским «Соколом». 25 августа 2014 года стал игроком курского «Авангарда». В июле 2015 года повторно стал футболистом «Балтики». В июле 2016 года вошёл в состав «Сахалина». С июля 2017 года является игроком ставропольского «Динамо». С июня 2019 года подписал контракт с ФК «Акрон» Тольятти.

## Карьера в сборной
Выступал за юношескую сборную России (до 19 лет).

## Достижения

### Командные
- Победитель второго дивизиона (зона «Центр»): 2013/2014 (выход в ФНЛ).
- Серебряный призёр второго дивизиона (2): 2003 (зона «Юг»), 2009 (зона «Центр»).
- Бронзовый призёр второго дивизиона: 2016/2017 (зона «Восток»)

### Личные
- Лучший полузащитник Кубка ПФЛ «Надежда»: 2009